# Ulrich Heinrich Christoph Ruhe
Ulrich Heinrich Christoph Ruhe (* 29. Juli 1706 in Halberstadt; begraben 11. April 1787 in Leipzig) war ein deutscher Trompeter des Barocks.

## Leben
Ulrich Ruhe wurde nach dem Tod von Gottfried Reiche 1734 als Leipziger Stadtpfeifer eingestellt. Hier spielte er unter dem dortigen Kantor Johann Sebastian Bach die überaus anspruchsvollen Parts der ersten Trompete unter anderem in folgenden Werken:
- Weihnachtsoratorium. BWV 248 (25. Dezember 1734 bis 6. Januar 1735)
- Lobet Gott in seinen Reichen. „Himmelfahrtsoratorium“ BWV 11 (19. Mai 1735)
- Auf, schmetternde Töne der muntern Trompeten. BWV 207a (3. August 1735(?))
- Schleicht, spielende Wellen, und murmelt gelinde. BWV 206 (7. Oktober 1736)
- Gloria in excelsis Deo. BWV 191 (25. Dezember 1742)

Ruhe, der seine Position bis nach Bachs Tod 1750 innehatte, bekleidete dieses Amt unter Bach 16 Jahre lang, während sein Vorgänger Reiche es 11 Jahre innegehabt hatte. (Für letzteren schrieb Bach insgesamt mehr Werke.)
Ruhe gehörte zu den frühen Mitgliedern des 1743 gegründeten Gewandhausorchesters. Neben der Trompete spielte Ruhe auch Violine; gegen Ende seiner Karriere bevorzugte er dieses Instrument.
Am 11. Mai 1738 heiratete er in der Leipziger Nikolaikirche Florentina Anna Sophia Niemeyer, Tochter des Halberstädter Kantors Heinrich Jacob Niemeyer. Zwischen 1739 und 1750 ließ das Ehepaar in St. Nikolai vier Töchter und drei Söhne taufen.